# Antella (schimmelgeslacht)
Antella is een geslacht van schimmels behorend tot de familie Steccherinaceae. De typesoort is Antella niemelaei.

## Soorten
Volgens Index Fungorum telt het geslacht vier soorten (peildatum april 2024):
| Soortnaam         | Auteur(s)                    | Publicatiejaar |
| ----------------- | ---------------------------- | -------------- |
| Antella americana | (Ryvarden & Gilb.) Ryvarden  | 2016           |
| Antella chinensis | (H.S. Yuan) Miettinen        | 2016           |
| Antella niemelaei | (Vampola & Vlasák) Miettinen | 2016           |
| Antella tibetica  | P. Du & Y.C. Dai             | 2022           |